# ローラとビリー・ザ・キッド
『ローラとビリー・ザ・キッド』 （ 独：Lola und Bilidikid 、英： Lola and Billy the Kid ）は、1999年に製作されたドイツの映画。
日本では、2000年（第9回）東京国際レズビアン&ゲイ映画祭（7月23日・30日）にて上映された。

## キャスト
- ムラート：バーキ・ダヴラク
- ローラ
- ビリー：エルダル・ユルドゥス